# Мэйл, Вульф

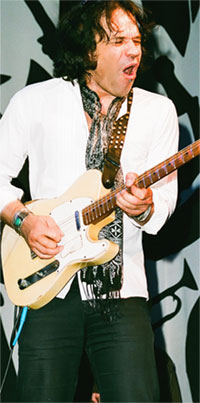
Вулф Мэйл на концерте в Москве (2009)

Вулф Мэйл (англ. Wolf Mail; 29 марта 1972, Монреаль) — канадский гитарист, певец и композитор.

## Биография
Родился 29 марта 1972 года в Монреале. Отрочество провёл на юге Франции. Свой первый концерт исполнил в возрасте 14 лет. В 17 лет сбежал из дома, чтобы совершить первое турне со своей группой. Тогда же встретил Теда Ньюджента, после чего гастролировал с ним некоторое время. Знакомство с ним произвело сильное впечатление на юного музыканта, и тот решил переехать в Калифорнию.
В 19 лет познакомился с Рэнди Кастилло, известного как барабанщика Оззи Осборна, затем — группы Mötley Crüe. После джема в лос-анджелесском Troubadour club Рэнди пригласил Вулфа в свою группу. В это же время Вулф получил приглашение от известного английского рок-музыканта Билли Айдола.
Дает более 100 концертов в год, активно гастролирует. Музыкальная программа практически полностью состоит из авторских композиций.
Его стиль можно определить как смесь традиционного блюза и классического соула. В манере игры Вулфа чувствуется влияние как блюзовых гитаристов Альберта Коллинза и Роя Бьюкенена, так и соул-музыкантов, таких как Кертис Мэйфилд и Отис Реддинг. Вулф создает мощный и в то же время чистый звук. Японский журнал Player Magazine Japan в июне 2005 года назвал Мэйла одним из трех артистов месяца (двумя другими были Роберт Крэй и Брайан Сетцер).
Мэйл Вулф играет на гитарах Mark Gilbert собственной авторской модели WM1 и электроакустической модели ВC.